# Hilas e as Ninfas (pintura)
Hilas e as ninfas, (em inglês:  Hylas and the Nymphs) é uma pintura a óleo de 1896 por John William Waterhouse. A pintura retrata um momento da lenda grega e romana da trágica jovem Hilas, baseado em relatos de Ovid e outros escritores antigos, nos quais o extasiado Hilas é capturado por Náiades (ninfas das aguas) enquanto procura água potável. A pintura foi interpretada como uma metáfora para a sexualidade feminina perigosa e alerta contra a ninfomania.
Hilas era o filho do rei Theiodamas dos Driopianos. Depois de Hércules matar o pai de Hilas, ele se torna companheiro de aventuras de Hércules e depois seu amante. Ambos se tornaram Argonautas, acompanhando Jasão em sua busca em seu navio Argo em busca do velocino de ouro.  Durante a viagem, Hilas foi enviado para encontrar água fresca. Ele encontrou uma lagoa ocupada por Náiades e elas atraíram Hilas para as águas e ele desapareceu.
A pintura mede 98,2 por 163,3 centímetros. Representa Hilas, um jovem homem em trajes clássicos, vestindo uma túnica azul com uma faixa vermelha e carregando um jarro de água de pescoço largo.  Ele está se abaixando ao lado de um lago em uma clareira de folhagem verde exuberante, estendendo a mão para sete jovens mulheres, as ninfas da água, que emergem da lagoa entre as folhas e flores Nymphaeaceae (Lírios d'agua/ nenúfares), As ninfas estão nuas, a pele de alabastro luminosa na água escura, mas límpida, com flores amarelas e brancas no cabelo ruivo. Eles têm características físicas muito semelhantes, talvez baseadas em apenas dois modelos.
Hilas está sendo atraído para entrar na água, da qual ele não retornará. Uma das ninfas segura seu pulso e cotovelo, um segundo arranca sua túnica e um terceiro segura algumas pérolas na palma de sua mão. O rosto de Hilas, de perfil, é sombreado e quase invisível, mas os rostos das ninfas são claramente visíveis enquanto olham para ele. A cena é representada a partir de uma posição levemente elevada, olhando para a água como Hilas, de modo que nenhum céu é visível. A posição de Hilas força o foco do observador nas ninfas na água e a falta de referência à sua relação com Hércules enfatiza que a narrativa da pintura não é sobre a narrativa de Hilas, mas sobre a natureza sinistra das ninfas.
Alguns dos esboços preparatórios de Waterhouse para essa pintura estão no Ashmolean Museum em Oxford.
Hilas era um tema recorrente para artistas britânicos nos séculos XIX e XX, com exemplos de William Etty (1833) e da Henrietta Rae (1910), um exemplo anterior do próprio Waterhouse (1893). Waterhouse também pintou outros jovens trágicos da lenda grega, como Narcisio em Eco e Narcisio (1903) (em exposição na Walker Art Gallery em Liverpool). Seu poema "Hércules and Hylas" foi publicado por  Francis Burdett Thomas Coutts-Nevill em 1896.
A pintura foi adquirida pela Manchester Art Gallery em 1896. E foi para exibição na Royal Academy Summer Exhibition em 1897.
Ele foi removido da galeria 10, "Em Busca da Beleza" (em inglês: "In Pursuit of Beauty"), no início de 2018 "para iniciar conversas sobre como exibimos e interpretamos obras de arte na coleção pública de Manchester".  Os visitantes da galeria foram convidados a preencher o espaço vazio deixado na parede com notas adesivas dando sua reação. Depois de um clamor, foi devolvido à galeria após uma ausência de alguns dias.

## Quadros com o mesmo Tema

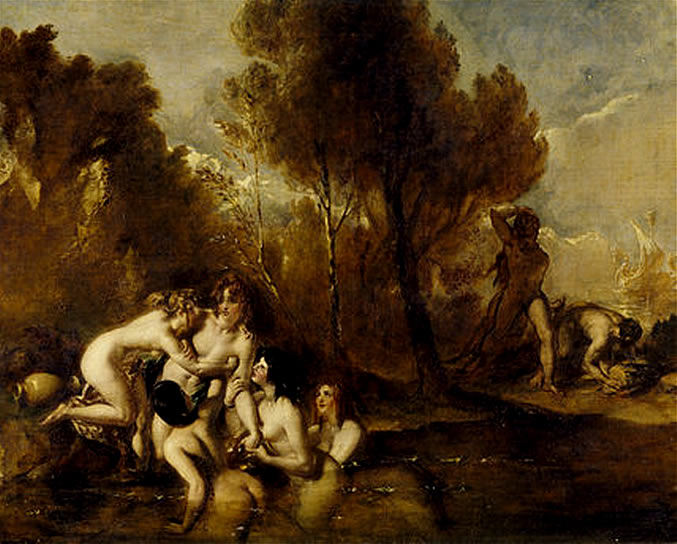
Etty, Jovem Hilas com as Ninfas d'águas, (1833)
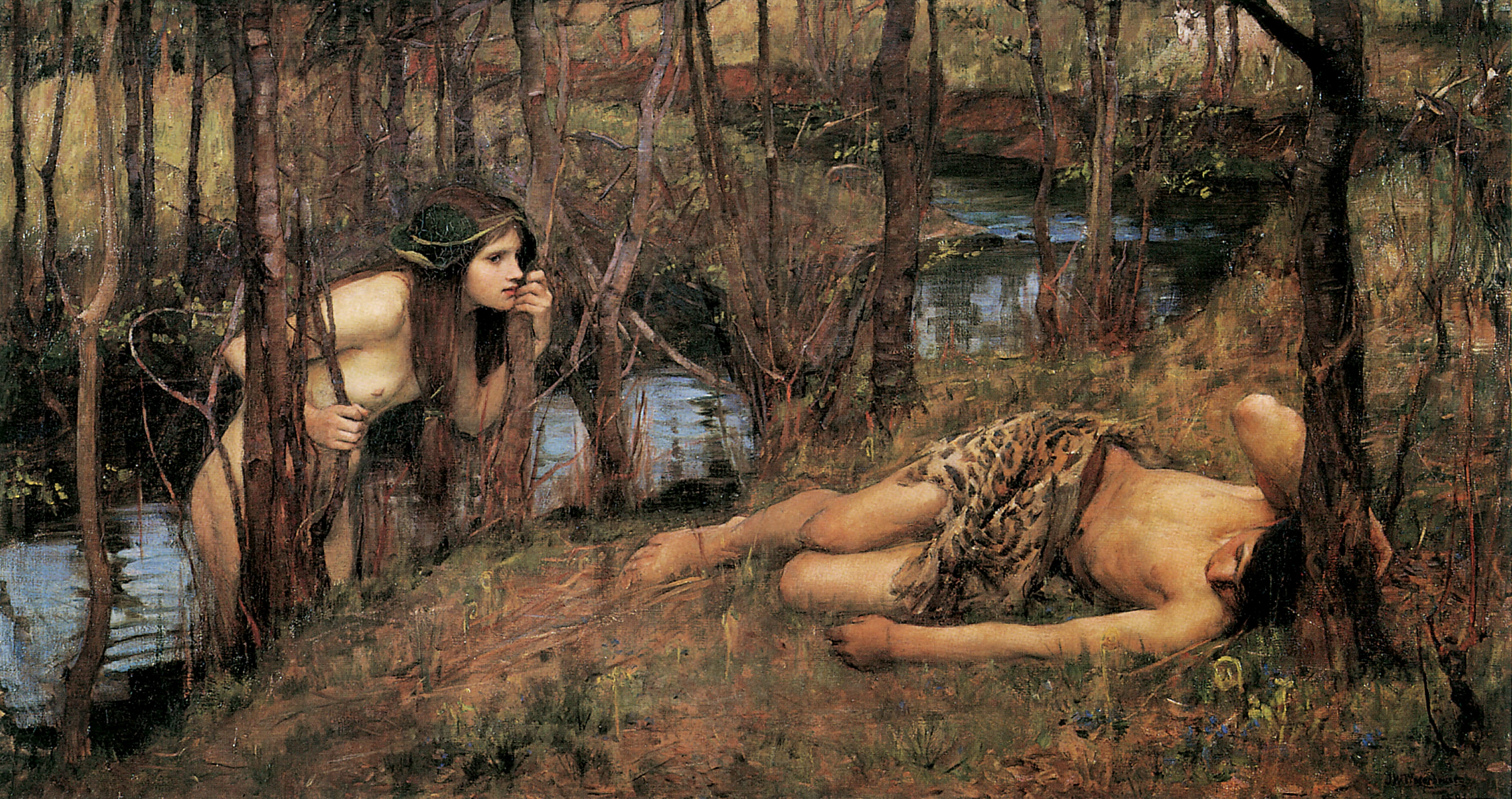
Waterhouse, A Naiade ou Hilas com uma Ninfa, (1893)
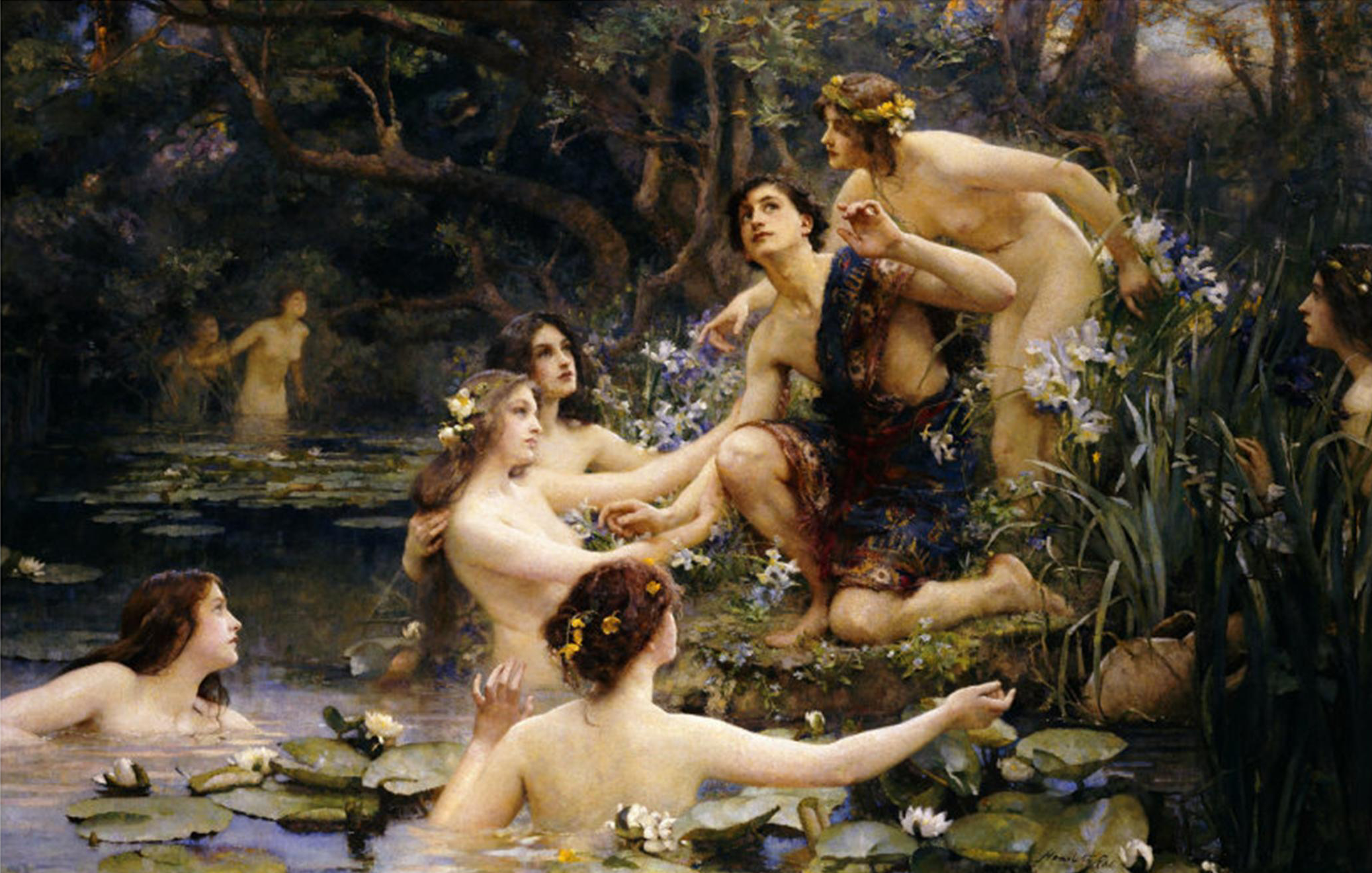
Henrietta Rae, Hylas and the Water Nymphs, (1910)

## Referencias
- Hylas and the Nymphs, Manchester Art Gallery
- J. W. Waterhouse and the Magic of Color, Dani Cavallaro, p. 68–71
- "Mad about the boy": mythological models and Victorian painting, Rosemary Barrow; in Dialogos: Hellenic Studies Review, volume 7, edited by David Ricks, Michael Trapp, p. 129–138
- Hylas and the Nymphs and sexual awakening, The Guardian, 6 February 2018
- Gallery removes naked nymphs painting to 'prompt conversation', The Guardian, 31 January 2018